# Saga (ost)
 For alternative betydninger, se Saga (flertydig). (Se også artikler, som begynder med Saga)
Sagaostene er oste, der stammer fra de daværende Tholstrup mejerier. Produktionen af sagaoste startede i 1977. Tholstrup blev i 2006 opkøbt af Arla.

## Sortimentet
Saga Classic: er en kombination af blå- og hvidskimmelost.
Den er blå indeni og hvid udenpå.
Saga Mild og Blue: er ligesom "Saga Classic", men over tid vil osten blive mere og mere cremet.
Denne skimmelost produceres på Gjesing Mejeri
"Saga Classic" produceres på Gjesing Mejeri, mens "Saga Mild og Blue" produceres på Lillebælt Mejeri